# Rineloricaria maquinensis
Rineloricaria maquinensis är en fiskart som beskrevs av Roberto Esser dos Reis och Cardoso 2001. Rineloricaria maquinensis ingår i släktet Rineloricaria och familjen Loricariidae. Inga underarter finns listade i Catalogue of Life.